# Ligne de Toul à Rosières-aux-Salines

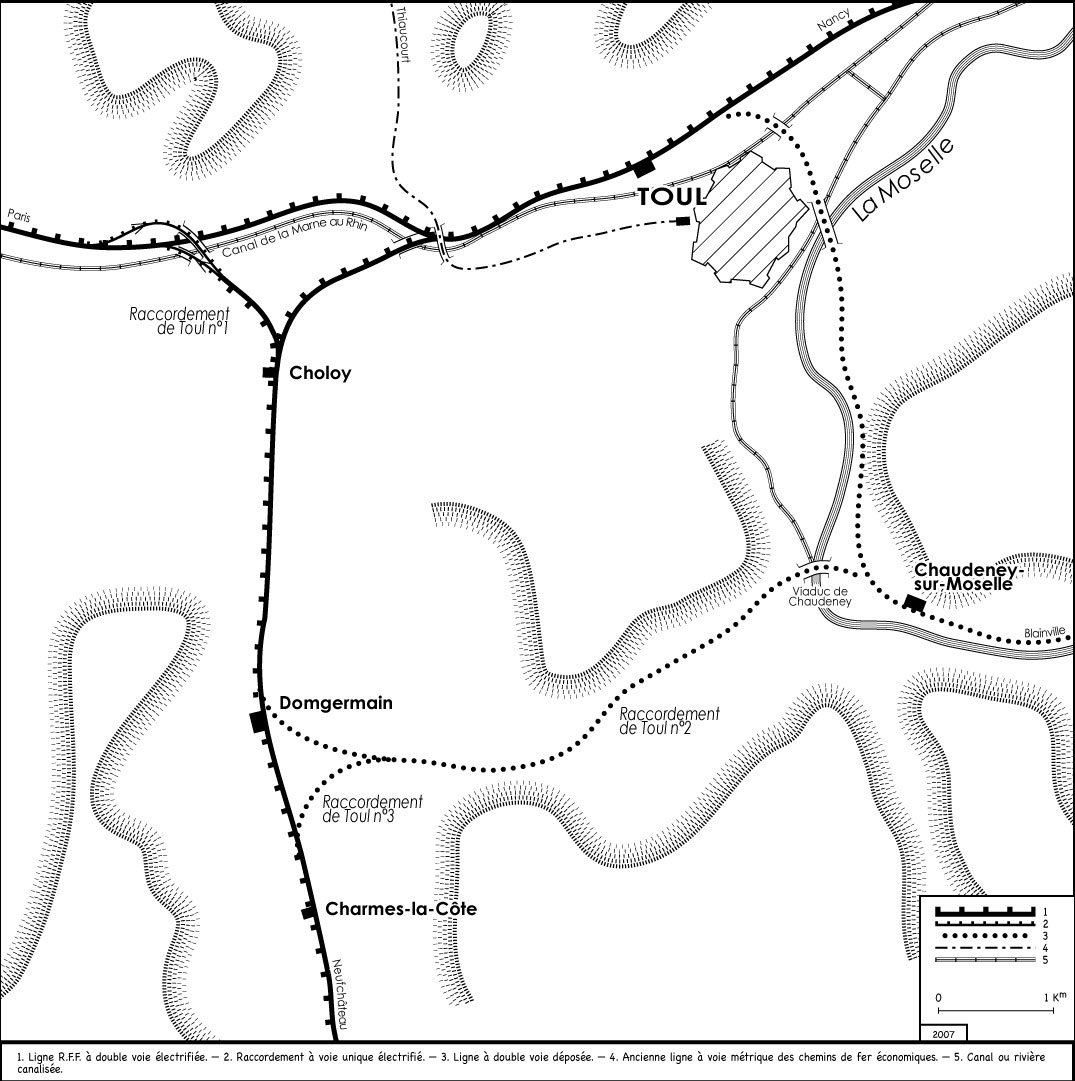
Schéma du complexe ferroviaire de Toul.

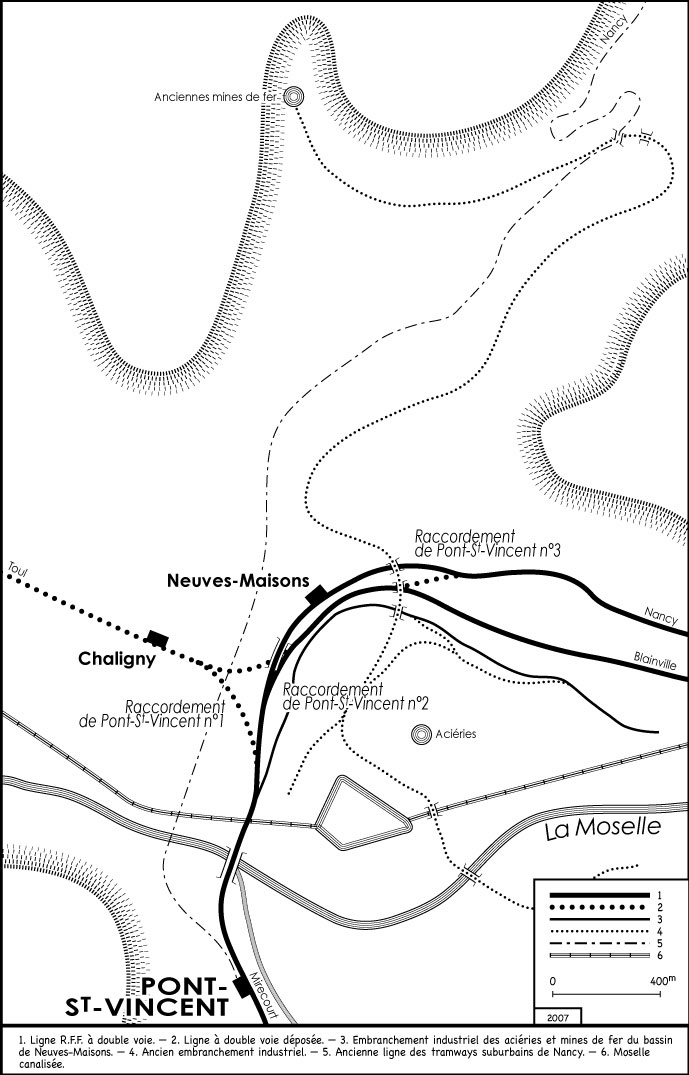
Schéma du complexe ferroviaire de Neuves-Maisons - Pont-Saint-Vincent.

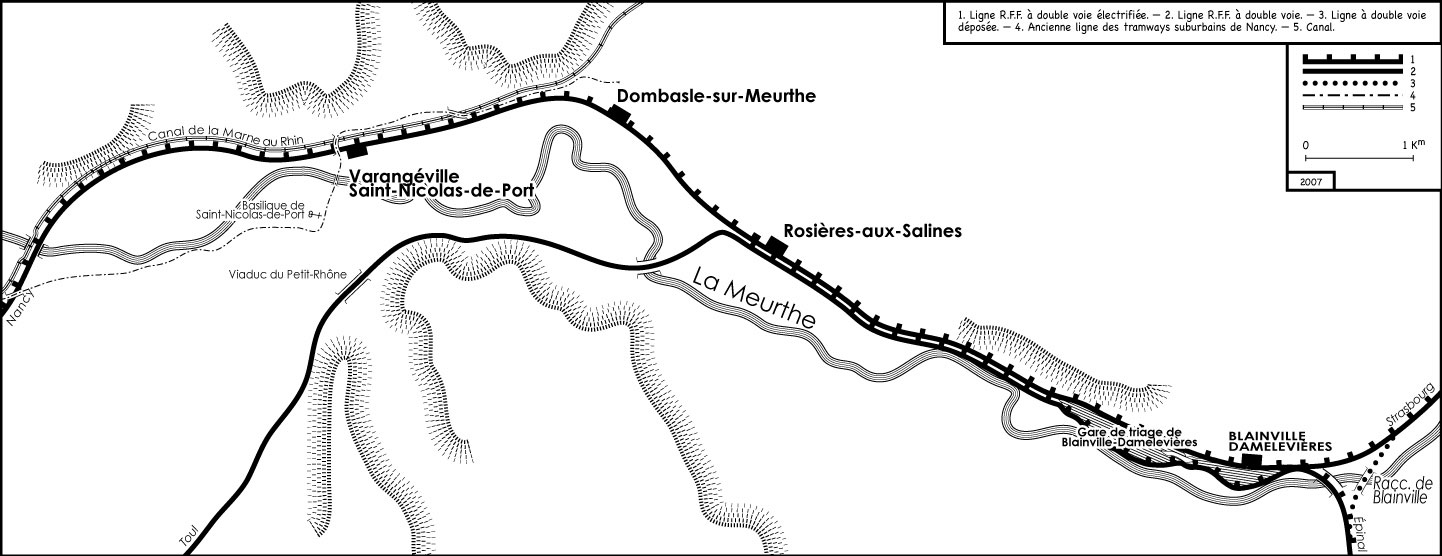
Schéma du complexe ferroviaire de Blainville.

La ligne de Toul à Rosières-aux-Salines est une ligne de chemin de fer française à écartement standard non électrifiée. Elle relie la gare de Toul à celle de Rosières-aux-Salines (toutes deux situées sur la ligne Noisy-le-Sec – Strasbourg-Ville), en évitant la traversée de Nancy.
Elle constitue la ligne no 039 000 du réseau ferré national. Historiquement, elle était aussi appelée évite-Nancy et constituait la ligne 27 (Toul – Blainville - Damelevières) dans l'ancienne numérotation SNCF des lignes de la région Est.

## Historique
La ligne « de Toul à Nancy par Pont-Saint-Vincent, avec raccordements à Toul et à Pont-Saint-Vincent » est concédée sous réserve de déclaration d'utilité publique à la compagnie des chemins de fer de l'Est par une loi le 30 avril 1886. Cette ligne est déclarée d'utilité publique et sa concession est rendue définitive par une loi le 3 mars 1887.
La section entre Chaligny et Blainville est concédée à la Compagnie des chemins de fer de l'Est par une convention signée le 20 juillet 1922 entre le ministre des Travaux publics et la Compagnie. Cette convention est approuvée par une loi le 28 février 1923 qui déclare la ligne d'utilité publique.

## Projets
La réactivation de cette ligne est envisagée par les acteurs politiques locaux.
Elle permettrait de :
- desservir les communes de Dommartin-lès-Toul, Chaudeney-sur-Moselle, Maron et Chaligny ;
- accélérer la liaison Metz – Nancy – Dijon – Lyon en évitant un rebroussement en gare de Nancy ;
- compléter la rocade ouest de Nancy, permettant aux trains de fret, quelles que soient leurs origine et destination, de ne pas traverser le cœur de l'agglomération ;
- retarder la construction de la troisième voie Nancy – Champigneulles (chantier complexe à cause de l'exiguïté de la sortie nord de la gare de Nancy-Ville) en acheminant les trains venant de Toul par l'entrée sud de la gare de Nancy.

En 2025 ce projet est n'est plus à l'ordre du jour. Une partie du chemin de fer a été supprimé à Neuves-Maisons pour construire des aménagements routiers et piétons (chemin scolaire sécurisée à pied, rond-point). Les ouvrages d'arts très anciens commencent pour certains à s’effondrer et doivent être sécurisés par les collectivités locales.